# Amt Bad Freienwalde-Insel
Das Amt Bad Freienwalde-Insel war ein 1992 gebildetes Amt im Land Brandenburg, in dem fünf Gemeinden und die Stadt Bad Freienwalde des damaligen Kreises Bad Freienwalde (heute Landkreis Märkisch-Oderland, Brandenburg) in einem Verwaltungsverbund zusammengefasst waren. Der ursprüngliche Name Amt Bad Freienwalde wurde 1994 in Amt Bad Freienwalde-Insel geändert. Amtssitz war in der Stadt Bad Freienwalde (Oder). Das Amt Bad Freienwalde-Insel wurde 2003 wieder aufgelöst.

## Geographische Lage
Das Amt Bad Freienwalde-Insel grenzte im Norden an das Amt Oderberg, im Osten an Polen und das Amt Barnim-Oderbruch, im Süden an das Amt Wriezen, im Westen an das Amt Falkenberg-Höhe und im Nordwesten an das Amt Britz-Chorin (heute Amt Britz-Chorin-Oderberg).

## Geschichte
Der Minister des Innern des Landes Brandenburg erteilte am 22. Oktober 1992 seine Zustimmung zur Bildung des Amtes Bad Freienwalde. Als Zeitpunkt für das Zustandekommen des Amtes wurde der 7. Dezember 1992 bestimmt. Es wurde nach dem sog. Amtsmodell 2 gebildet, d. h. das Amt bediente sich zur Durchführung der Amtsaufgaben einer über 5000 Einwohner großen, dem Amt angehörenden Gemeinde. Der Bürgermeister dieser Gemeinde war zugleich auch Amtsdirektor. Der Sitz des Amtes war in der Stadt Bad Freienwalde (Oder). Zum Zeitpunkt des Zustandekommens des Amtes waren folgende Gemeinden im damaligen Kreis Bad Freienwalde zugeordnet:
1. Bralitz
2. Neuenhagen
3. Bad Freienwalde (Oder)

Die Gemeinden:
1. Altglietzen
2. Hohenwutzen
3. Schiffmühle

wurden dem Amt Bad Freienwalde zugeordnet.
Der Name des Amtes wurde zum 1. Oktober 1994 in Amt Bad Freienwalde-Insel geändert. Zum 26. Oktober 2003 wurden die Gemeinden Altglietzen, Bralitz, Hohenwutzen, Neuenhagen und Schiffmühle in die Stadt Bad Freienwalde (Oder) eingegliedert. Das Amt Bad Freienwalde-Insel wurde aufgelöst und die Stadt Bad Freienwalde (Oder) amtsfrei.

## Amtsdirektor
Der Bürgermeister der Stadt Bad Freienwalde war gleichzeitig auch Amtsdirektor. 1994 wurde Ralf Lehmann Bürgermeister der Stad Bad Freienwalde.

## Belege
1. ↑  
Bildung des Amtes Bad Freienwalde. Bekanntmachung des Ministers des Innern vom 2. Dezember 1992. Amtsblatt für Brandenburg - Gemeinsames Ministerialblatt für das Land Brandenburg, 3. Jahrgang, Nummer 106, 30. Dezember 1992, S. 2462.
2. ↑  
Änderung des Namens des Amtes Bad Freienwalde. Bekanntmachung des Ministers des Innern vom 20. September 1994. Amtsblatt für Brandenburg - Gemeinsames Ministerialblatt für das Land Brandenburg, 5. Jahrgang, Nummer 71, 7. Oktober 1994, S. 1447.
3. ↑  Fünftes Gesetz zur landesweiten Gemeindegebietsreform betreffend die Landkreise Barnim, Märkisch-Oderland, Oberhavel, Ostprignitz-Ruppin, Prignitz, Uckermark (Memento des Originals vom 1. Februar 2024 im Internet Archive)  Info: Der Archivlink wurde automatisch eingesetzt und noch nicht geprüft. Bitte prüfe Original- und Archivlink gemäß Anleitung und entferne dann diesen Hinweis. (5.GemGebRefGBbg) vom 24. März 2003 (Gesetz- und Verordnungsblatt für das Land Brandenburg, I (Gesetze), 2003, Nr. 05, S. 82), geändert durch Gesetz vom 1. Juli 2003 (Gesetz- und Verordnungsblatt für das Land Brandenburg, I (Gesetze), 2003, Nr. 10, S. 187)
4. ↑  
auf Forum - Wirtschaftsmagazin für Ostbrandenburg (Memento vom 2. Dezember 2013 im Internet Archive)